# Ban Zhao
Ban Zhao   (Han Oriental, 45 dC - Dinastia Han, 116 (Gregorià)) va ser una escriptora, historiadora i intel·lectual xinesa.

## Nom
El seu nom és Ban Zhao en català, Zhao Ban en xinès tradicional: 班昭, xinès simplificat: 班昭, pinyin: Bān Zhāo;, o wade-giles: Pan Chao. El nom estilitzat xinès és Huiji (o Huiban) (xinès tradicional: 惠姫, xinès simplificat: 惠姫, pinyin: Huìjī; wade-giles: Hui-chi, literalment 'que combina la bellesa i el talent'), també coneguda amb el nom de Cao Dagu (o Cao Dajia) (xinès tradicional: 曹大家, xinès simplificat: 曹大家, pinyin: Cáo Dàgū; wade-giles: Ts'ao Ta-gu (literalment 'gran mestra Cao').
Es coneix la història de la família Ban en un interval d'almenys set segles, des de la dinastia Zhou de l'est a la dels Han posteriors. Les fonts més antigues són fonamentalment dues: el Llibre dels Han anteriors i el Llibre del Han tardà, de Fan Ye.

## Biografia

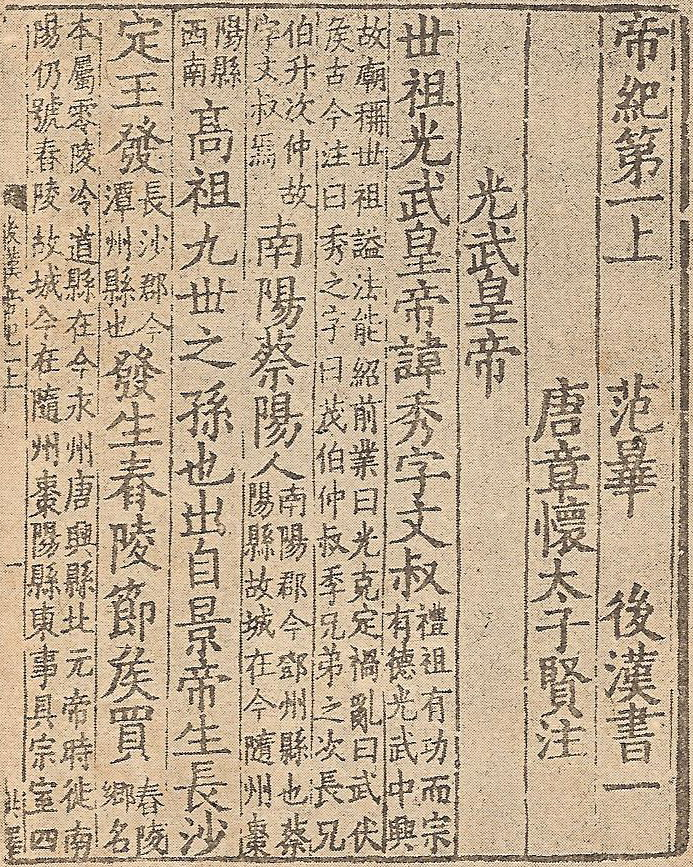
Una pàgina del Llibre del Han tardà, de Fan Ye, en una edició de la meitat del. Aquest text, escrit durant la primera meitat del, conté la més antiga biografia de Ban Zhao que ha sobreviscut

Era filla del famós historiador Ban Biao i germana petita del general Ban Chao i l'historiador Ban Gu, autor de l'avui dia conegut com a Llibre de Han. També era reneboda de la notable erudita i poeta la Consort Ban. A catorze anys es va casar amb un resident local anomenat Cao Shishu, i va ser cridada a la cort on seria coneguda com a Venerable Dama Cao (曹大家). El seu marit, amb qui tindria un fill, va morir quan ella encara era jove i mai no es tornaria a casar. Va dedicar la vida a l'erudició.
L'any 113, amb el nomenament del seu fill Cao Cheng com a oficial a la comandància de Cenliu, Ban Zhao el va acompanyar i va escriure el relat del seu viatge, el Dong Zheng Fu, text que s'ha conservat. Després de la mort de Ban Zhao la seva nora, nascuda Ding, va recopilar les seves obres en tres volums, Obres completes de Ban Zhao, però la majoria no s'han conservat.
Ban Zhao va ser mestra de l'emperadriu Deng Sui i de diversos membres de la cort a la biblioteca reial, cosa que li va donar gran influència política. L'emperadriu i les concubines l'anomenaven “la dona de talent” i l'emperadriu la va nomenar dama de companyia, i la buscava sovint per demanar-li consells i opinions. Com a bibliotecària a la cort, Ban Zhao supervisava les tasques editorials dels assistents i entrenava altres estudiosos. Dins aquesta capacitat, va reorganitzar i va augmentar el llibre Biografies de dones eminents de Liy Xiang. És possible que també supervisés la còpia de manuscrits a tauletes de bambú i seda al nou material que feia poc que s'havia inventat, el paper.